# Martín Bentancor
Martín Bentancor (Los Cerrillos, Canelones, 27 de junio de 1979) es un escritor uruguayo.

## Biografía
Durante gran parte de su vida ha residido en la zona rural del departamento de Canelones, especialmente en Las Brujas y Los Cerrillos, en "La Tercera Sección" según la jurisdicción judicial, que adquiere una entidad simbólica y literaria en la obra de Bentancor. Martín, un "payador orillero" según la expresión de Débora Quiring "consagra ese espacio mítico y en fuga que no sólo se vincula al campo, a historias fascinantes y personajes quiméricos, sino a un modo de retratar al hombre y a sus zonas más primitivas".
Su obra incluye cuento y novela. En el año 2013 obtuvo el Premio Narradores de la Banda Oriental, que entregan conjuntamente la Intendencia de Lavalleja, la Fundación Lolita Rubial y la editorial Banda Oriental. y en 2014 recibió el Premio Anual de Literatura del Ministerio de Educación y Cultura en categoría narrativa inédita con su obra El Inglés. En 2025 apareció la edición francesa en la editorial L'Atinoir con el título L'anglais: une histoire uruguayenne, con traducción de Jacques Aubergy. 
Colabora frecuentemente con artículos y crónicas en diversos medios (La Diaria, Brecha, Lento, etc.) y es editor del periódico Hoy Canelones.
Además, administra el blog sobre literatura "Asunto Literario".
Actualmente codirige +Quiroga Ediciones.

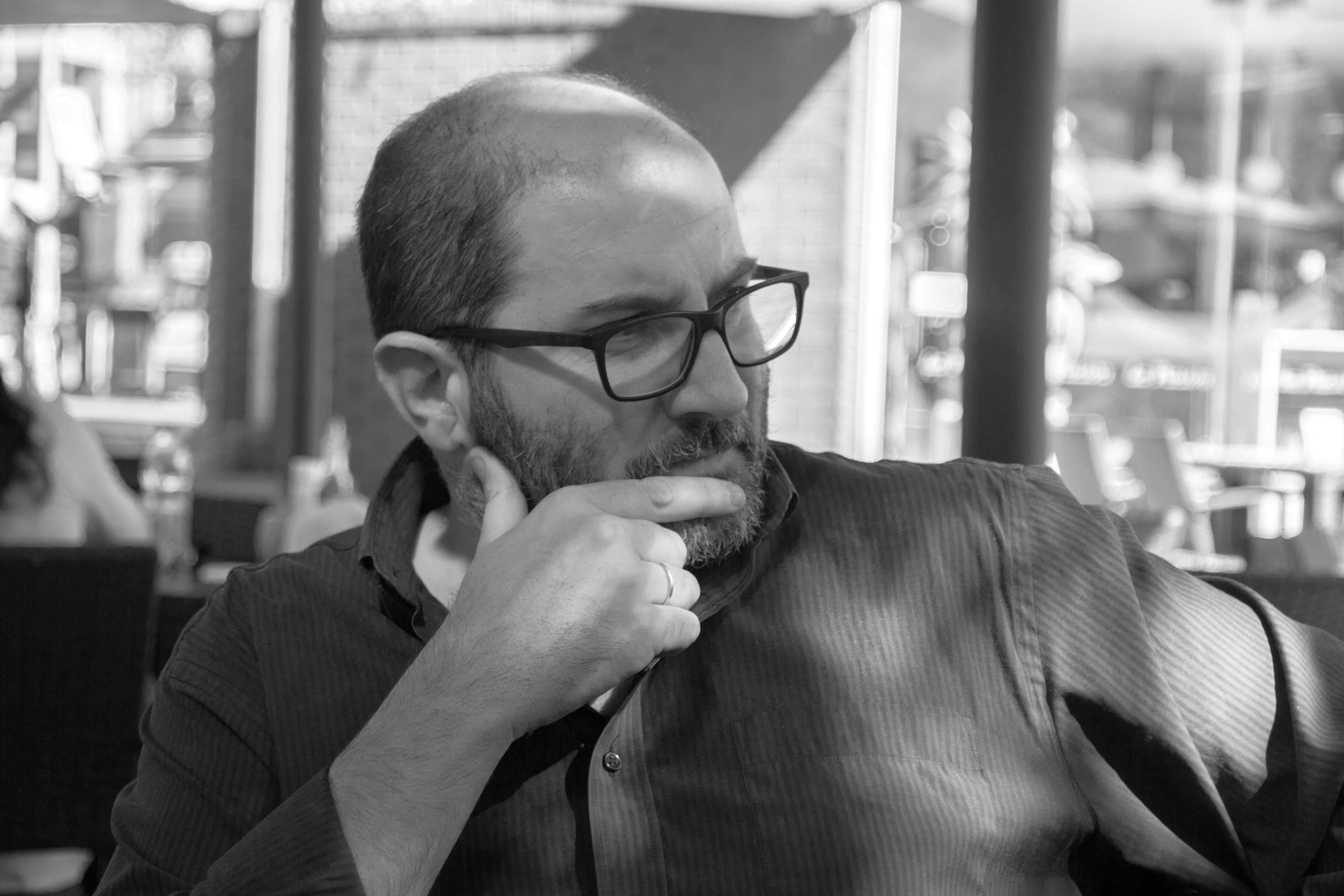
Martín Bentancor (foto: Alejandro Ferrari)

Edita, junto a Alejandro Ferrari, la Colección S. Fragoso Lima (+Quiroga Ediciones, 2019) que contiene las seis novelas breves que Horacio Quiroga publicó con dicho pseudónimo. Dicho proyecto obtuvo el Fondo Concursable para la Cultura del MEC en el año 2018. Antologó y prologó el libro de Juan Pedro López. La leyenda del Mojón y otros poemas narrativos (+Quiroga Ediciones, 2023), ganador de los Fondos Prende Cultural 2022 de la Intendencia de Canelones.

## Obras
Libros
- Procesión (cuentos, Sudestada, 2009).
- La redacción (novela, Sudestada, 2010).
- Montevideo (cuento, Trópico Sur, 2012), Premio Espacio Mixtura.
- Cardal (novela gráfica, Estuario, 2012), junto al dibujante argentino Dante Ginevra, Fondos Concursables MEC 2011.
- Muerte y vida del Sargento Poeta (novela, Banda Oriental, 2014, L’atinoir: Les lettres de mon Trapiche, 2020 y Estuario, 2022),  Premio Narradores de la Banda Oriental, 2013.
- El Inglés (novela, Estuario 2015), Premio Nacional de Literatura -categoría inéditos— MEC 2014 .[13][14]
- La materia chirle del mundo (novela, Llantodemudo Ediciones, 2015).
- La lluvia sobre el muladar (cuentos, Estuario, 2017).[15][16]
- Los colores primarios (+Quiroga Ediciones, 2019).[17][18]
- El fondo del quilombo (Estuario, 2019 y 2022), Segundo Premio Nacional de Literatura —categoría éditos— MEC 2019.[19][20][21][22][23]
- Baumeister (novela, Tusquets, 2022).Segundo Premio Nacional de Literatura —categoría éditos— MEC 2023. [24]
- La gran quemazón de chanchos (cuento, +Quiroga Ediciones 2023).
- L' anglais : Une histoire uruguayenne (novela, L'Atinoir [Marseille] 2025)

Participación en antologías
- Antología de narrativa nueva/joven uruguaya (Fondo Editorial Casa de las Américas, 2016),[25] cuento "Dominación".
- Histories d´Uruguay, (L'atinoir, 2018, trad. Antonio Borrel), cuento "Dominación".
- Algo hay (Tiempo, 2020)  cuento "Los colores primarios".
- Historias de la peste (Fin de siglo, 2020),[26] cuento "La gran quemazón de chanchos".

Participación en filmes
- Geográficamente a la inversa (cap. V de "Lo que quedó en el tintero", webserie, 2015, dir. Alejandro Ferrari).[27][28]
- Viaje a la casa de Martín Bentancor (cortometraje, 2022, dir. Carlos Diviesti.[29]